# Screamers
Screamers is een Canadees-Amerikaans-Japanse sciencefictionfilm uit 1995, geregisseerd door Christian Duguay. De film is gebaseerd op het korte verhaal Second Variety van Philip K. Dick.

## Verhaal
Het verhaal speelt zich af op een verafgelegen planeet Sirius 6B met voornamelijk mijnindustrie in het jaar 2078. De planeet is door een decenniumlange burgeroorlog grotendeels verwoest. De oorlog wordt uitgevochten door aan de ene zijde De Alliantie, een groep van kolonisten en wetenschappers, en aan de andere zijde hun werkgevers, het Nieuw Economisch Blok (NEB) . Tijdens de oorlog creëren de wetenschappers van De Alliantie een nieuw wapensysteem genaamd het Autonome Mobiele Zwaard, een zelfreplicerende robot met kunstmatige intelligentie. De robot repliceert zich echter niet alleen, maar ontwikkelt en modificeert zichzelf ook. Door het geluid dat de robot maakt heeft hij de bijnaam Screamer gekregen. Kolonel Joseph A. Hendricksson is de bevelhebber van een handjevol Alliantie-soldaten die nog in leven zijn op Sirius 6B. Op een dag brengt een NEB-soldaat (die vlak bij het complex van De Alliantie wordt gedood door een Screamer) het bericht dat het Nieuw Economisch Blok onderhandelen wil over vrede. Na het lezen van dit bericht raadpleegt hij zijn meerdere op Aarde, die hem vertelt dat ze al aan het onderhandelen zijn met de NEB. Als een troepentransport van de Aarde neerstort vlak bij het Alliantie-complex vertelt de enige overlevende, Hendricksson, dat de boodschap van de Aarde een leugen was en er helemaal niet onderhandeld wordt. Nu blijkt dat hij verraden is door zijn eigen politieke leiders, besluit Hendricksson in te gaan op het verzoek van de NEB en een aparte vrede te sluiten op Sirius 6B buiten zijn meerderen om. Samen met de neergestorte soldaat Jefferson gaat hij op pad om met de NEB-commandant over vrede te onderhandelen.

## Rolverdeling
| Acteur             | Personage          | Beschrijving                                                                                |
| ------------------ | ------------------ | ------------------------------------------------------------------------------------------- |
| Peter Weller       | Kolonel Joseph A   |                                                                                             |
| Jennifer Rubin     | Jessica Hansen     | Een zwartemarkthandelaar                                                                    |
| Andrew Lauer       | Ace Jefferson      | Een Alliantie soldaat die met zijn schip neerstort op Sirius 6B                             |
| Ron White          | Chuck Elbarak      |                                                                                             |
| Charles Powell     | Ross               | Een NEB-soldaat                                                                             |
| Roy Dupuis         | Becker             |                                                                                             |
| Michael Caloz      | David              |                                                                                             |
| Liliana Komorowska | Landowska          |                                                                                             |
| Jason Cavalier     | Leone              |                                                                                             |
| Leni Parker        | korporaal McDonald |                                                                                             |
| Sylvain Massé      |                    | een NEB-soldaat die een bericht naar het hoofdkwartier van De Alliantie brengt op Sirius 6B |
| Bruce Boa          | secretaris Green   | Een leidinggevende van De Alliantie                                                         |
| Tom Berry          | technicus          |                                                                                             |

## Vervolg
In 2009 kreeg de film een vervolg: Screamers: The Hunting, die direct op dvd werd uitgebracht.